# Michel Eugène Chevreul
Michel Eugène Chevreul (31 tháng 8 năm 1786 - 9 tháng 4 năm 1889) là một nhà hoá học người Pháp, nghiên cứu vè các axit béo đã dẫn tới ứng dụng sớm trong lĩnh vực nghệ thuật và khoa học. Ông được cho là đã phát hiện ra axit margaric, creatin, và thiết kế một dạng xà phòng ban đầu từ mỡ động vật và muối. Ông sống đến 102 tuổi và là người tiên phong trong lĩnh vực lão khoa. Ông cũng là một trong 72 người có tên được ghi trên tháp Eiffel; Trong số 72 nhà khoa học và kỹ sư, Chevreul là một trong hai người vẫn còn sống khi Eiffel cắm cờ Pháp trên đỉnh tháp vào ngày 31 tháng 3 năm 1889.